# Корниловське сільське поселення
Корни́ловське сільське поселення (рос. Корниловское сельское поселение) — сільське поселення у складі Томського району Томської області Росії.
Адміністративний центр — село Корнилово.
Населення сільського поселення становить 3407 осіб (2019; 2362 у 2010, 1913 у 2002).

## Склад
До складу сільського поселення входять:
| Населений пункт           | Населення, осіб (2002) | Населення, осіб (2010) |
| ------------------------- | ---------------------- | ---------------------- |
| Аркашово, присілок        | 94                     | 91                     |
| Бодажково, присілок       | 39                     | 60                     |
| Корнилово, село           | 1619                   | 1969                   |
| Лязгино, присілок         | 123                    | 149                    |
| Мала Михайловка, присілок | 38                     | 91                     |
| Сафроново, присілок       | -                      | 2                      |